# Список найвищих гір Німеччини
На території Німеччини знаходиться Північно-Німецька низовина, Середньовисотні гори, Швабсько-Баварська височина (альпійське передгір'я) та Альпи.
Середньовисотні німецькі гори (висота перевищує 1000 м над рівнем моря) — це частина широкої гірської дуги, яка тягнеться від центральної Франції аж до центральної Польщі, до якої належать Гарц, Тюринзький Ліс та Рудави.
На півдні Баварське плоскогір'я тягнеться до північних схилів Альп. Найвищою точкою країни є гора Цуґшпітце (2963 м над рівнем моря).
Рельєф країни підвищується з півночі на південь. На півн. країни — Північно-Німецька низовина з мореними горбами і ділянками зандрового рельєфу, південніше — височини, низькі і середньовисотні гори (600—800 м, іноді до 1400 м), — Гарц, Рейнські Сланцеві гори, Шварцвальд, Чеський Ліс, Шумава та ін. На півдні — Баварське плоскогір'я, обрамоване передовими хребтами Альп (найвища точка країни — гора Цуґшпітце висота 2963 м).